# Emilio Pacull
Emilio Pacull, ou Emilio Pacull-Latorre (né le 26 novembre 1950 à Santiago du Chili) est un réalisateur d'origine chilienne. 

## Biographie
Emilio Pacull a été l'assistant de Costa-Gavras, Miguel Littin, Roberto Rossellini, François Truffaut. Emilio Pacull a réalisé de nombreux documentaires pour la télévision, ainsi qu’un long métrage pour le cinéma, Terre sacrée, présenté au Festival de Cannes en 1988 dans la sélection Perspectives du cinéma français.
Il est réalisateur et coauteur (avec Maurice Ronai) d’Opération Hollywood et Mister President.

## Filmographie
- 1988 : Terre sacrée, long-métrage sélectionné au Festival de Cannes 1988 et Prix de la Fondation GAN pour le cinéma.
- 1988 : Cinéma 16 - téléfilm : Paysage d'un cerveau
- 1989 : Des milliers d'images[1]
- Les Enfants de rues à Mexico, Prix de la SACD.
- Mémoires de la Terre de Feu, Premier Prix du Festival Media-Sud à Genève et Prix de la Jeunesse .
- Grand Premier Prix du festival « Cinéma et Histoire » de l'UNESCO.
- Prix de la meilleure investigation documentaire au Festival de Valparaiso.
- 2003 : Les Orphelins du Condor
- 2004 : Hollywood et le Pentagone, ARTE
- 2006 : Bienvenue chez... Pepe, ARTE
- 2007 : Héros fragiles (sortie nationale mai 2007)
- 2008 : Mister Président, ARTE [2]
- 2010 : La Route australe, 2010 [3]